# Carlshütte (Büdelsdorf)

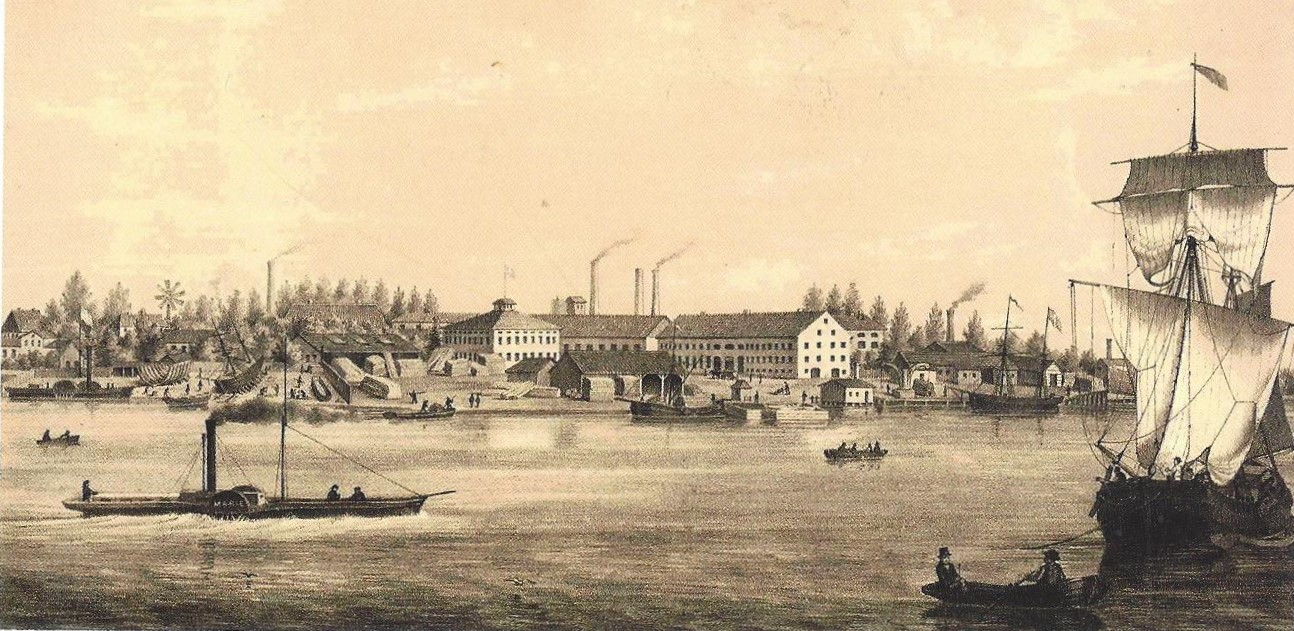
Carlshütte (1856)

Die Carlshütte war eine Eisengießerei in Büdelsdorf bei Rendsburg in Holstein.

## Geschichte

### 19. Jahrhundert

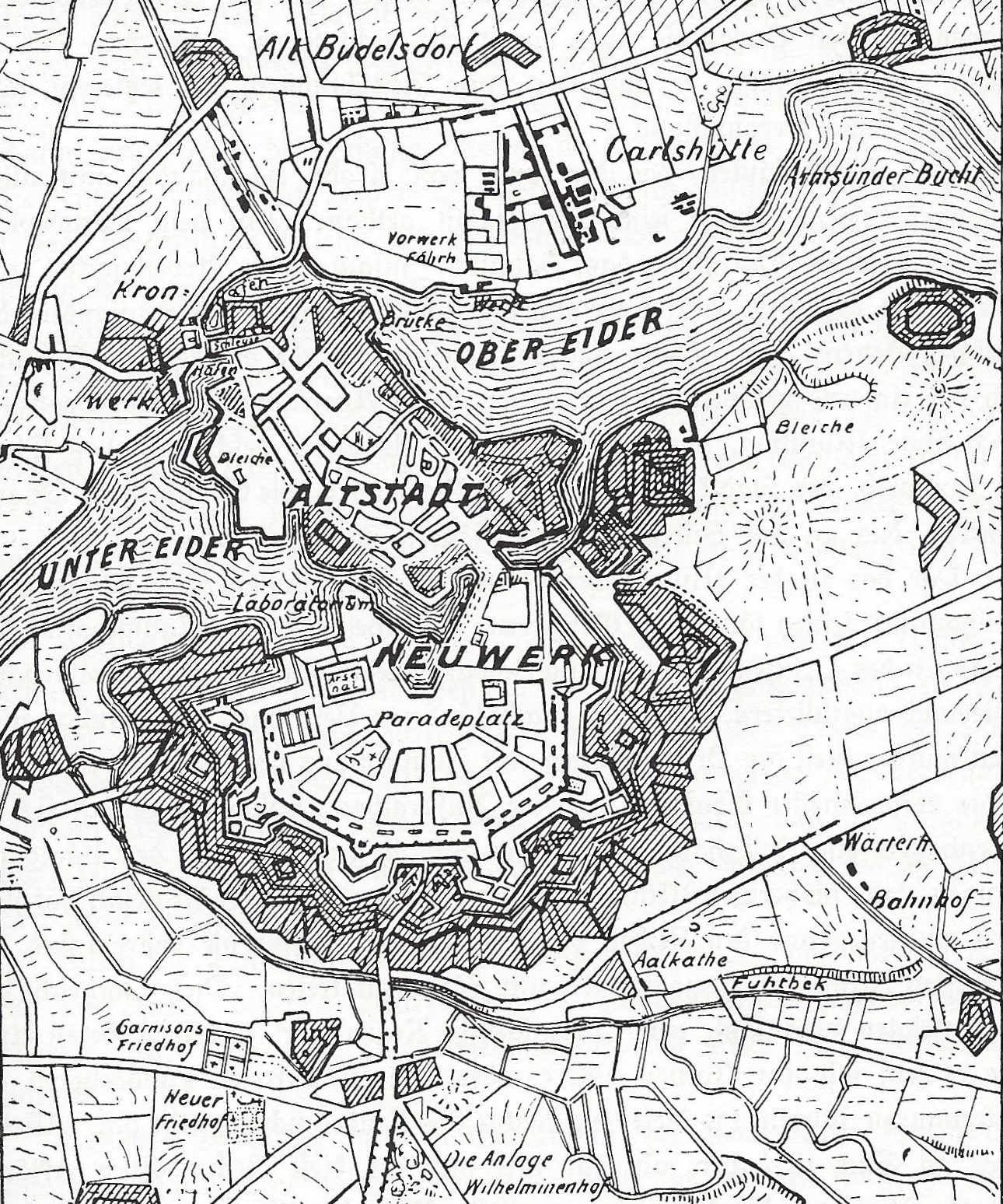
Lage der Carlshütte (1848)

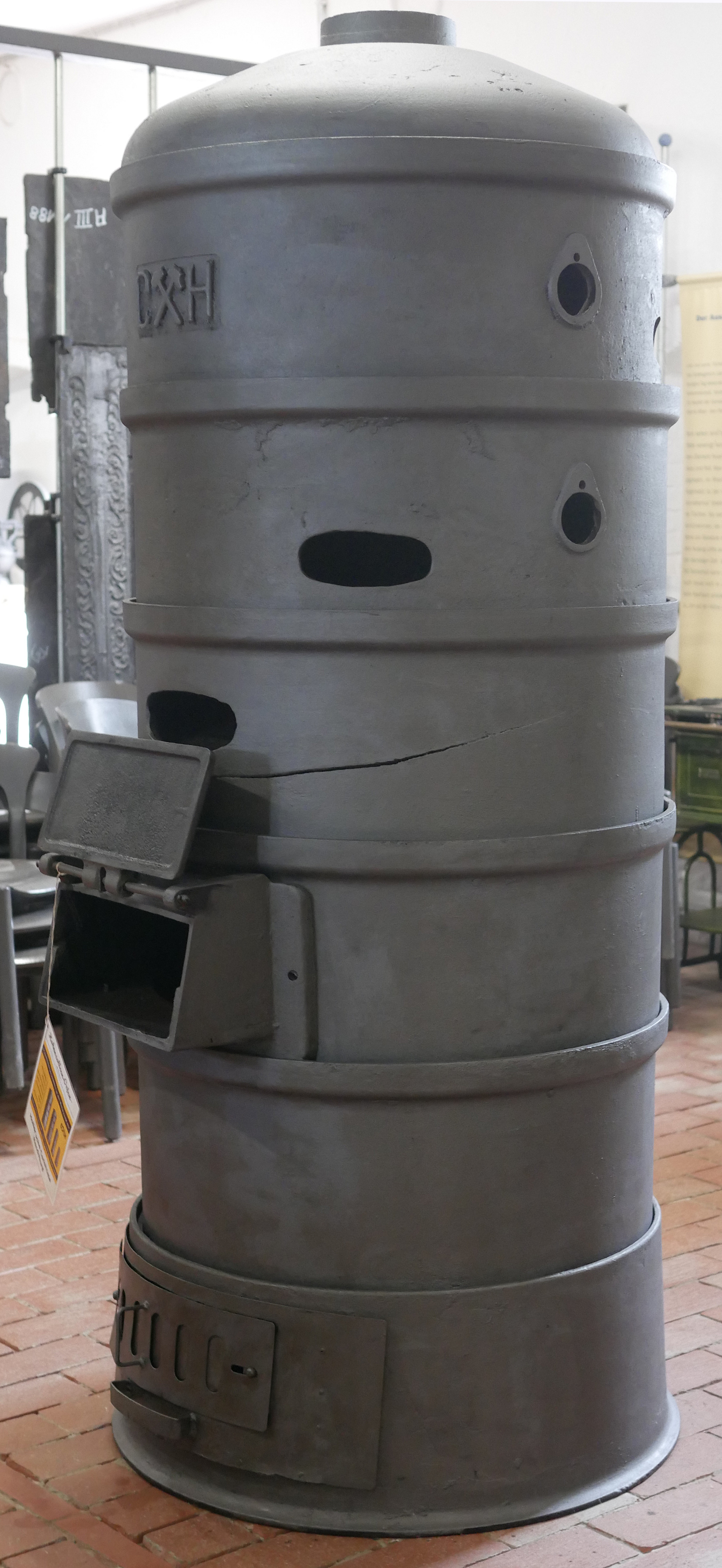
Werkstattofen, heute im Volkskunde- und Freilichtmuseum Roscheider Hof

Der Kaufmann Marcus Hartwig Holler ließ vor dem Hintergrund sich öffnender Handelswege und vermuteter Erzfunde im Jahr 1827 in Büdelsdorf eine Eisenhütte bauen. Die Errichtung dieses Betriebes veränderte die Struktur des Ortes Büdelsdorf bei Rendsburg grundlegend. Nach seinem Förderer, dem königlichen Gouverneur von Schleswig-Holstein, Karl von Hessen-Kassel, nannte er die Eisenhütte „Carlshütte“. Die Verhüttung des Raseneisenerzes erwies sich als unproduktiv bzw. unwirtschaftlich, so dass die Produktion auf Gusseisen umgestellt wurde. Beispiele der Eisengusskunst befinden sich im Eisenkunstguss-Museum Büdelsdorf. Dieses Museum wurde im Jahre 1963 von Käte Ahlmann gestiftet. 
Neben dem Gusseisenwerk ließ Holler eine Schiffswerft bauen. Holler zeichnete sich durch unternehmerisches Geschick aus und errichtete außerdem Betriebe für Leimsiederei und Geflügelzucht. In diesen bot er Arbeitsplätze für die Frauen der Hüttenarbeiter mit Heimarbeit wie Weberei, Draht- und Strohflechterei an. Im Jahr 1841 waren in der Carlshütte bereits 250 Arbeiter beschäftigt.
Mit der Fertigstellung des Kaiser-Wilhelms-Kanals im Jahr 1895 ergaben sich für die Carlshütte günstigere Transportbedingungen. Die Belegschaft stieg rasch auf 1.100 Mitarbeiter im Jahre 1909 an. Die in der Carlshütte gegossenen Gewichte erwirtschafteten so hohe Eichgebühren, dass die Einwohner Büdelsdorfs keine Kommunalsteuern zu zahlen brauchten.
Die Familie Ahlmann übernahm die Hütte von Holler. Nach dem Tod von Julius Ahlmann führte seine Witwe Käte 1931 bis zu ihrem Tod 1963 die Geschäfte. Käte Ahlmann war maßgeblich am Erfolg der Carlshütte beteiligt. Sie soll die Hütte „mit eisenharter Hand“ geführt haben.

### Zweiter Weltkrieg
Während des Zweiten Weltkrieges stellte die Carlshütte auf Rüstungsproduktion um. Es wurden nunmehr unter anderem Munition über 2 cm, Gießereierzeugnisse für Panzerkampfwagen, Teile für Kriegsschiffe und feinmechanisches Kriegsgerät hergestellt. Unter anderem wurden dafür Zwangsarbeiter rekrutiert. Im Jahr 1943 gab es dort mehr Zwangsarbeiter als regulär Beschäftigte, vor allem Sowjetbürger.
Die Carlshütte hatte verschiedene Lager für Zwangsarbeiter  errichtet. Die Lebensumstände dort  waren offensichtlich sehr erniedrigend: „Nachts wurden wir oft für eine Kontrolle oder eine Desinfektion geweckt“ (aus den Erinnerungen einer Ukrainerin). Oder: „Im tiefsten Winter mußte unsere Baracke ausgegast werden. Bei einer Temperatur von fünfundzwanzig Grad unter Null mußten die Bewohner zusehen, wie sie die Nacht verbrachten, weil das Gas auch in der Nacht sein Werk an den Wandläusen verrichten sollte“ (A.A. Steijn in einem Bericht über das Lager der Ahlmann Carlshütte in Büdelsdorf).
Neben französischen und belgischen Kriegsgefangenen rekrutierte die Hütte ihre Zwangsarbeiter unter anderem aus Betrieben in der Ukraine. Dort hatte die Carlshütte im Rahmen sogenannter „Patenschaften“ in Sapororoshje eine Eisengießerei übernommen sowie einen weiteren Betrieb in Uman in der West-Ukraine. Wie viel andere Betriebe hat die Ahlmann Carlshütte für diesen Teil ihrer Geschichte bislang nicht die Verantwortung übernommen.

### Nachkriegszeit und Insolvenz
Während vor dem Zweiten Weltkrieg knapp 6000 Einwohner in Büdelsdorf lebten, erhöhte sich die Bevölkerungszahl durch die Flüchtlinge in Schleswig-Holstein nach dem Zweiten Weltkrieg auf über 10.000. Die Ahlmann-Betriebe beschäftigten um 1960 rund 3000 Menschen. Die Ahlmann-Carlshütte musste im Jahr 1974 die erste und 1997 die zweite und endgültige Insolvenz über sich ergehen lassen und wurde geschlossen. Hauptprodukt der Carlshütte waren emaillierte gusseiserne Badewannen. Diese hatten den Vorteil, die Temperatur des Badewassers lange zu halten. Sie wurden jedoch von den billigeren Kunststoffwannen verdrängt.

## Kunstwerk Carlshütte
Auf dem Gelände und in den Hallen der ehemaligen Carlshütte befindet sich das Kunst- und Kulturzentrum Kunstwerk Carlshütte (früher KiC – Kunst in der Carlshütte). Während der Sommermonate präsentieren hier alljährlich zeitgenössische Künstler aus aller Welt ihre Werke auf der Ausstellung NordArt.

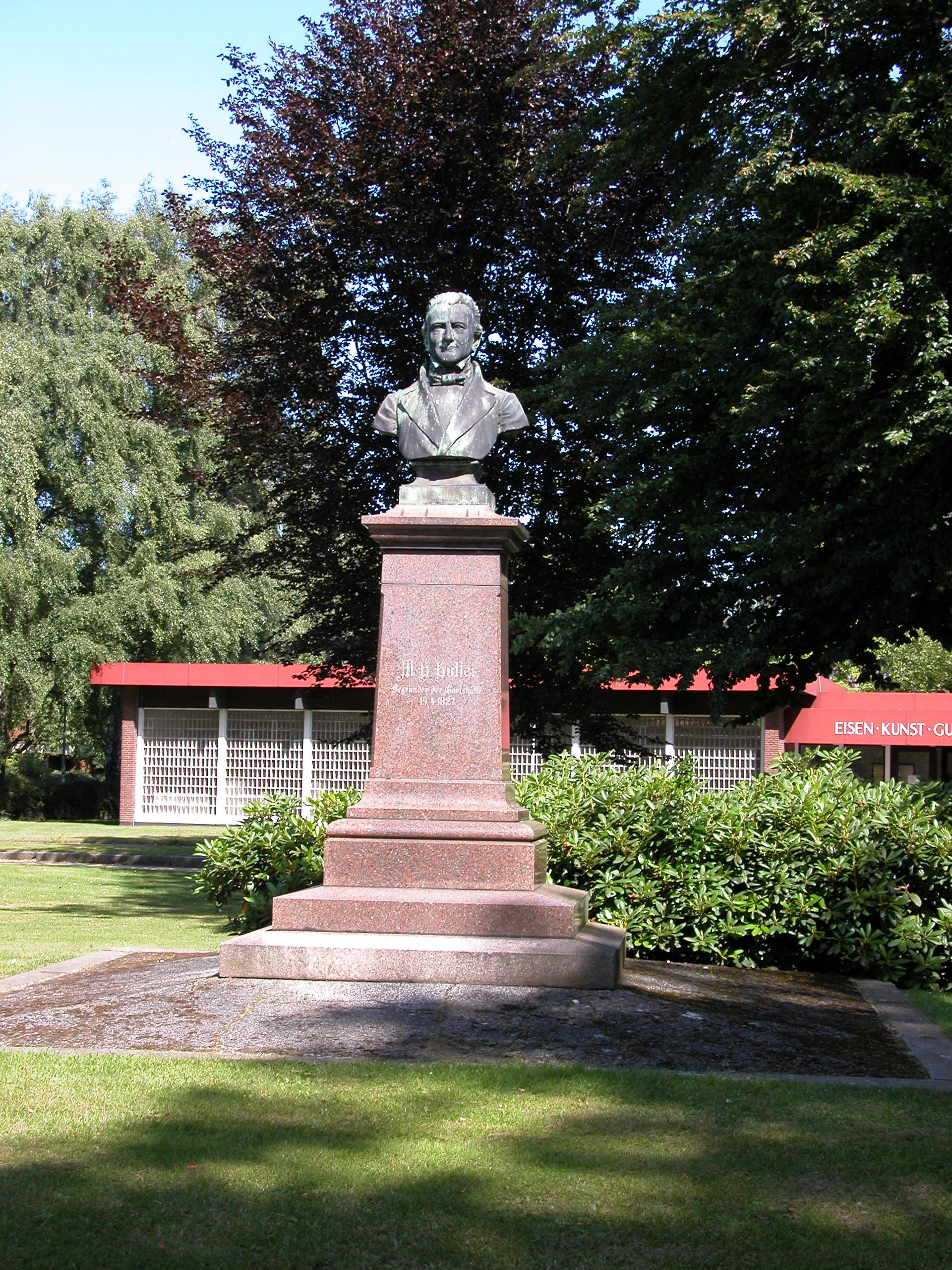
Denkmal für M. H. Holler in Büdelsdorf
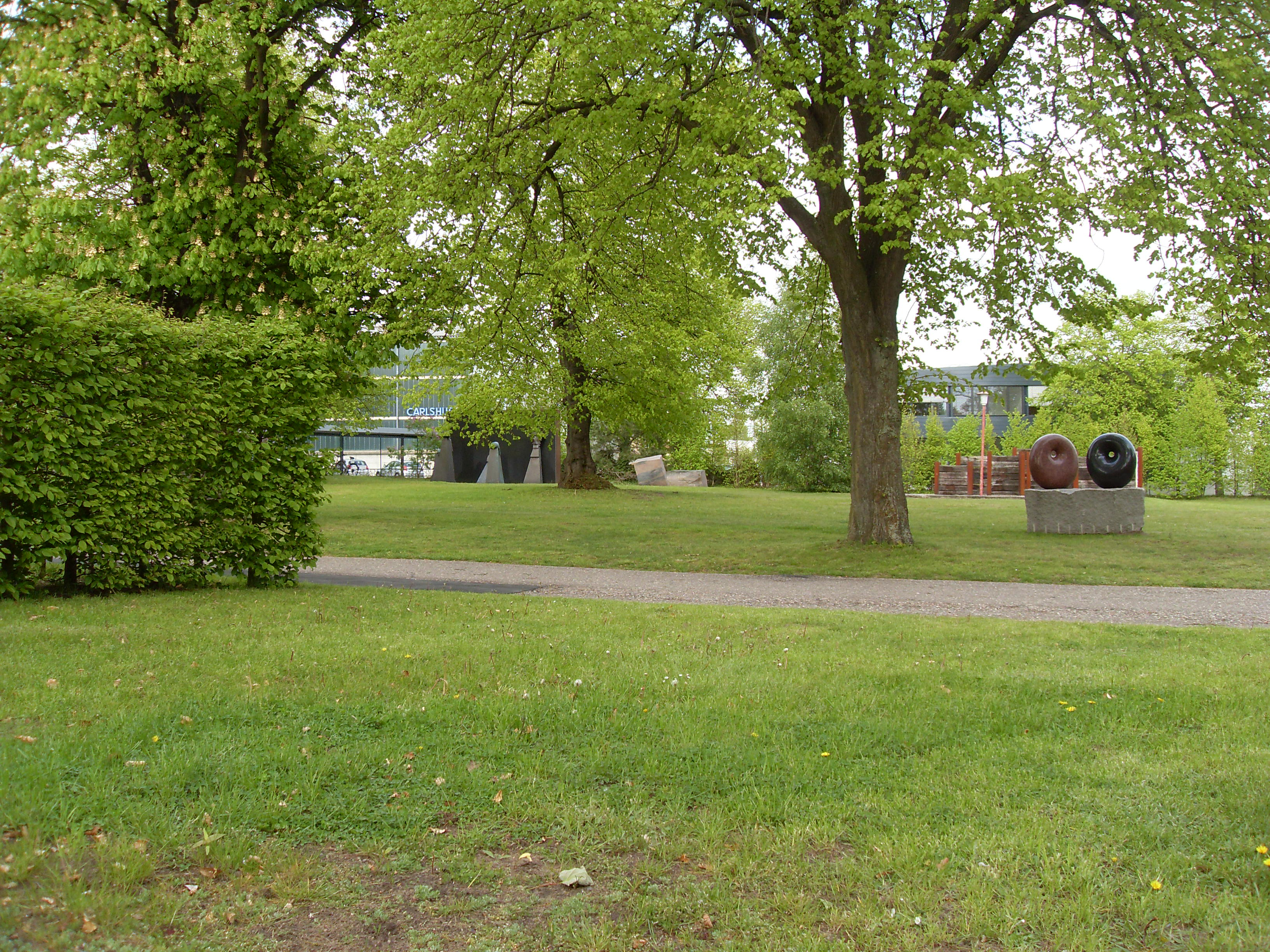
Skulpturenpark im KiC